# Sinar

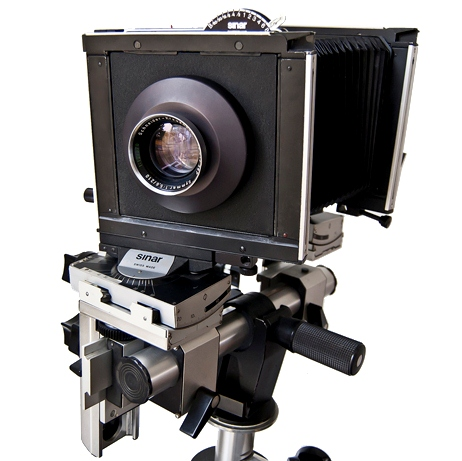
Sinar P (4×5")

Die Sinar Photography AG ist ein Schweizer Hersteller von Fachkameras mit Sitz in Nidau.

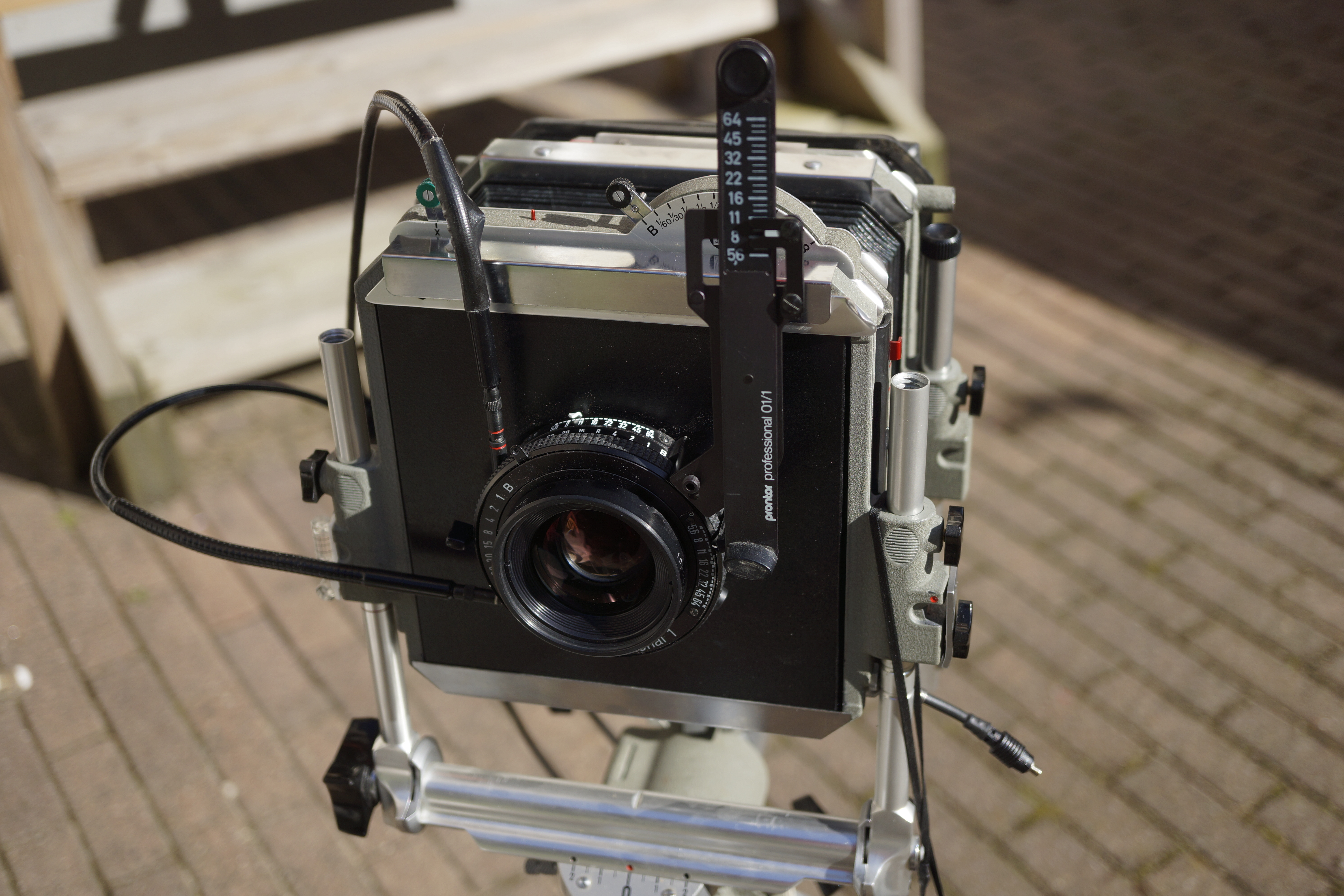
Sinar Norma

Das Unternehmen geht auf das Fotoatelier von Carl August Koch zurück. Sein Sohn Hans Carl erweiterte das Atelier ab 1911 um einen Fotohandel. Nach seinem frühen Tod übernahm seine Witwe das Geschäft und übertrug es 1947 an den Sohn Carl Hans Koch, der diplomierter Fotograf und Fotohändler war. Aus Unzufriedenheit über die damaligen Großformatkameras entwickelte er eine modulare Kamera und erhielt 1947 die ersten Patente für seine Sinar-Kamera. Die modulare und normierte Bauweise führt dann auch 1948 zum Namen der ersten Sinar, der „Sinar Norma“. 1968 stieg der Sohn Hans-Carl in die Familienaktiengesellschaft ein, und die Fabrikation zog nach Feuerthalen.
Der Name setzt sich aus den Anfangsbuchstaben von Studio, Industrie, Natur, Architektur und Reproduktion zusammen. Seit 1992 bietet Sinar digitale Systeme an.
Im November 2004 begann eine Kooperation im Bereich der digitalen Kamerarückteile mit Jenoptik, die im September 2005 zu einer 51-Prozent-Beteiligung führte. Die restlichen 49 % verblieben in Familienbesitz. 2006 hatte Sinar weltweit fünfzig Landesvertretungen. Im April 2007 übernahm Jenoptik auch diese 49 % der Aktienanteile und war somit alleiniger Eigentümer.
Auf den 1. Oktober 2009 übernahm die in Zürich ansässige, aus der Tekno AG hervorgegangene Sinar Photography AG die Bereiche Entwicklung, Vertrieb, Service und Support für die Produkte der Marke Sinar der Sinar AG.
Am 1. Januar 2011 gingen alle Produkt- und Markenrechte an Sinar an die Sinar Photography AG über. Sowohl die Produktion als auch das Lager werden unabhängig von den früheren Verbindungen mit Partnern und Lieferanten und des früheren Standortes von Zürich aus geleitet. Die frühere Firma Sinar AG in Feuerthalen wurde Ende 2011 aufgelöst.
Die Leica Camera AG, Wetzlar, hat die Sinar Photography AG, Zürich, Ende 2013 zu 100 % übernommen. Marketing, Produktmanagement, Support, Entwicklung und Produktion von Sinar verbleiben in der Schweiz. Im März 2018 übernahm Leica diese vertrieblichen Bereiche und den Service in einen neu geschaffenen Bereich Professional Channel/B2B nach Wetzlar und schloss den Standort Zürich. Die Sinar Photography AG wurde mit der Leica Camera AG Schweiz in Nidau fusioniert.

## Kameras und Produkte
- 1947: Sinar Norma, gebaut bis 1970[11][12]
- 1970: Sinar p
- Sinar c und f
- 1984: Sinar p2[13]
- 1986: Sinar c2 und f2, Fachkameras[5]
- 1988: Sinar e
- 2002: Sinar m (Modulkamera)[14] und p3 (Fachkamera)[15]
- 2008: Sinar Hy6 (baugleich zur Rolleiflex Hy6 und Leaf AFi)
- 2008: Sinar arTec: Kamera für Architekturfotografie[16]
- 2010: Sinar p-slr
- 2011: Sinar eShutter
- 2012: Sinar rePro: Reprokamera aufgrund der steigenden Nachfrage nach Digitalisierung[17]
- 2013: Sinar rePro RC: fernbedienbare Fachkamera[18]
- 2013: Sinar p-MF-L für Leica S[19]
- 2014: Sinar CTM (Color To Match)
- 2016: Sinar eShutter 250: elektronisches Verschlusssystem für Fachkameras, mit WLAN über iOS bedienbar[20]
- 2016: Sinarback S 30|45: Rückteil für Fachkameras, 4K-fähig[21]